# John Williamson (cestista 1986)
John Nathan Williamson (Columbus, 19 agosto 1986) è un ex cestista statunitense, professionista in Europa.

## Palmarès
- Campionato danese: 1

Bakken Bears: 2016-17